# Thierry Giet

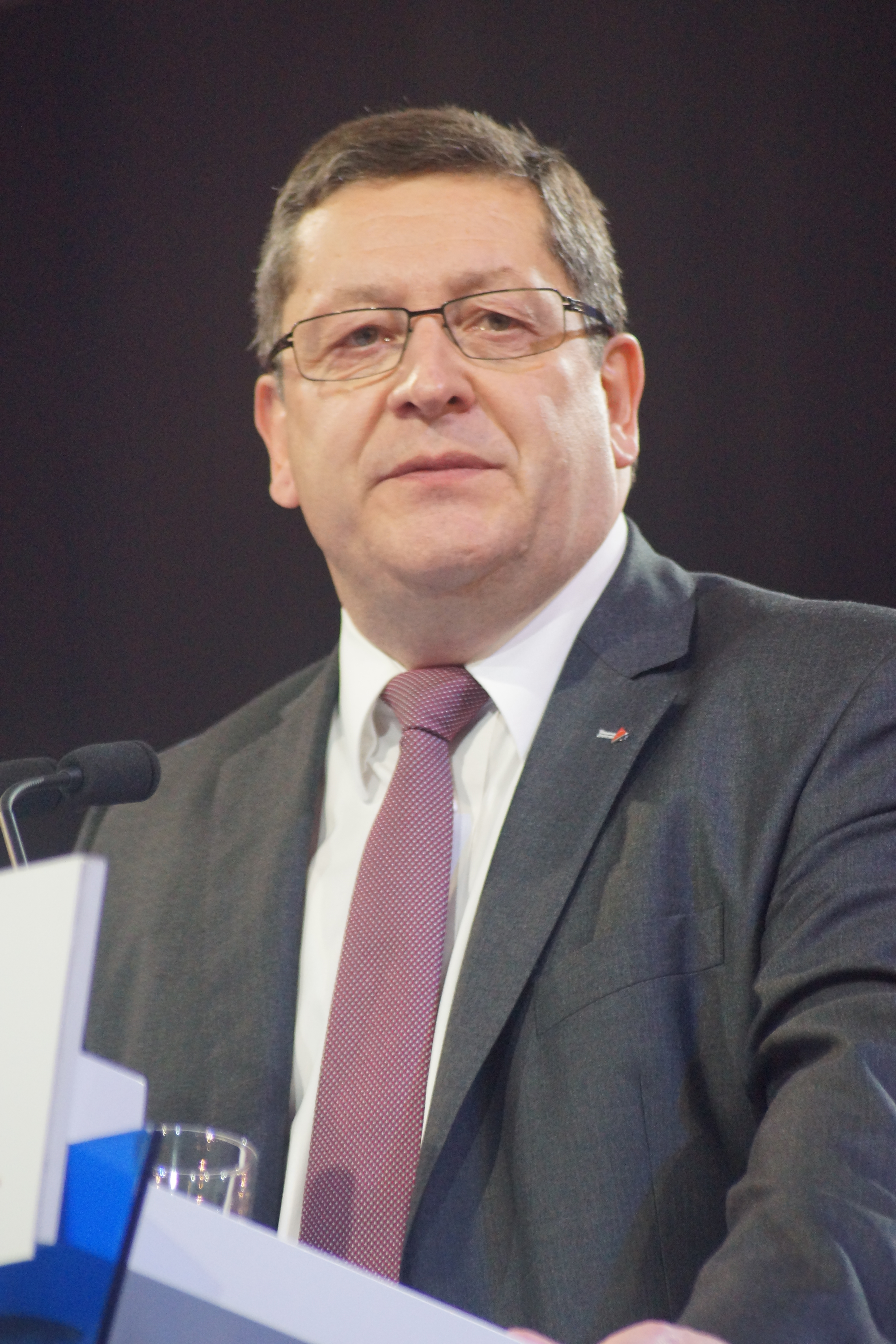
Thierry Giet

Thierry Giet (* 21. Juli 1958 in Ougrée) ist ein Richter des belgischen Verfassungsgerichtshofs. Bis zum Jahr 2013 war er Anwalt und Politiker der Parti Socialiste (PS), und von 2011 bis 2013 kommissarischer Präsident der PS. Weiterhin war Giet Mitglied der föderalen Abgeordnetenkammer und Gemeinderatsmitglied in Sprimont.

## Leben
Thierry Giet ist der Sohn des ehemaligen Generalprokurators am Appellationshof von Lüttich, Léon Giet, und einer Grundschullehrerin. Er studierte Rechtswissenschaften an der Universität Lüttich und war seit 1981 als Rechtsanwalt tätig.
In seinem Heimatort Sprimont war er schon in jungen Jahren für die PS aktiv und schaffte 1983 zum ersten Mal den Sprung in den Gemeinderat. Seinen Eintritt in die nationale Politik machte er als Berater im Ministerkabinett von Laurette Onkelinx (PS).
Im Jahr 1995 wurde Giet Mitglied der föderalen Abgeordnetenkammer, indem er als Ersatzkandidat für Michel Daerden (PS) nachrückte, der seinerseits zum Transportminister ernannt wurde. Sein Mandat konnte Thiery Giet seitdem verteidigen und war darüber hinaus ab 2004 Fraktionsvorsitzender der PS in der Kammer.
Am 6. Dezember 2011 wurde Giet zudem kommissarischer Parteipräsident der PS, nachdem Elio Di Rupo (PS), der zwischenzeitlich zum Premierminister ernannt wurde, von diesem Amt zurückgetreten war. Dieses Amt gab er schließlich im Jahr 2013 nach parteiinternen Wahlen an Paul Magnette (PS) ab. 
Wenig später, am 21. Juni 2013, wurde Giet als Richter am belgischen Verfassungsgerichtshof gewählt. Dabei trat er von allen politischen Ämtern zurück.
Thierry Giet ist Träger des Leopoldsorden. Er ist geschieden und Vater von zwei Kindern.